# Palaeochrysophanus sisterii
Palaeochrysophanus sisterii är en fjärilsart som beskrevs av Gerhard. Palaeochrysophanus sisterii ingår i släktet Palaeochrysophanus och familjen juvelvingar. Inga underarter finns listade i Catalogue of Life.